# Andrena alutacea
Andrena alutacea är en biart som beskrevs av Stoeckhert 1942. Andrena alutacea ingår i släktet sandbin, och familjen grävbin. Inga underarter finns listade i Catalogue of Life.